# Masatomi Ikeda
Masatomi Ikeda (jap. 池田昌富 Ikeda Masatomi; ur. 8 kwietnia 1940 w Tokio, zm. 21 czerwca 2021) – nauczyciel aikido, 7 dan Aikikai.

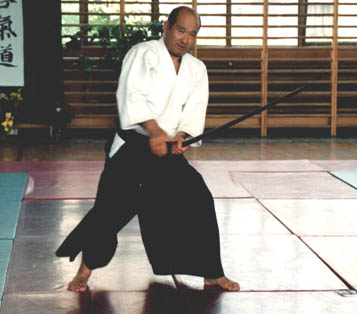
Sensei Ikeda prezentuje formę z bokkenem

Treningi aikido rozpoczął w roku 1958. Od 1960 jego nauczycielem był shihan Hiroshi Tada (9 dan Aikikai), jeden z najwybitniejszych uczniów mistrza Morihei Ueshiby. Obecny stopień 7 dan Aikikai uzyskał w 1989 roku. Poza aikido jest posiadaczem 5 dan sumo oraz 4 dan judo.
W młodości Ikeda intensywnie trenował sztuki walki: aikido u shihana Tady, judo w Kōdōkan i w dojo Liceum Dokkyo High School oraz sumo w Sumostll Kise. W 1964 ukończył studia (Nippon Physical Education University), uzyskując dyplom w dziedzinie sportu i higieny. Wkrótce potem wyjechał do Włoch w celu szerzenia aikido. Spędził wiele czasu jako nauczyciel aikido w Neapolu.
W 1971 przybył ponownie do Europy na prośbę A.C.S.A. (Association Culturelle Suisse d'Aikido), a od października 1971 nauczał aikido w Szwajcarii. Podczas pobytu we Włoszech nauczał również judo, jednak po przyjeździe do Szwajcarii poświęcił się wyłącznie aikido, jako instruktor delegowany przez fundację Aikikai. W 1986 zostało otwarte Ikeda Dojo w Zurichu.
Przez kolejne lata sensei Ikeda wizytował jako dyrektor techniczny placówki Dojo A.C.S.A. we wszystkich rejonach Szwajcarii. Prowadził również Aikikai w Czechach, na Węgrzech, w byłej Jugosławii i w Rosji. W 1996 w uznaniu zasług i wyjątkowych umiejętności, został jednym z dwóch asystentów technicznych światowej organizacji Aikikai (drugim był Hiroshi Isoyama, 9 dan).
Masatomi Ikeda, podobnie jak wielu innych wybitnych nauczycieli, stworzył własny system aikido, na swój sposób interpretując nauki Morihei Ueshiby. Mocno podkreślał jedność wszystkich technik, wskazując na ich wzajemne powiązania i logiczne przenikanie się. Jego aikido przez wielu obserwatorów jest uważane za "miękkie" – techniki często są rozbudowane, a w dojo bardzo dużą uwagę przywiązuje się do bezpieczeństwa wszystkich ćwiczących. Jednocześnie jest bardzo dynamiczne i skuteczne. W treningach jest uwzględniona praktyka jō (formy jō-kata) oraz bokken (aikiken). Sensei Ikeda propagował także hōjō – formy kata z bokkenem wywodzące się ze średniowiecznej japońskiej szkoły szermierki Kashima Shinden Jikishinkage-ryū.
Pierwsza wizyta sensei’a Ikedy w Polsce miała miejsce w 1998 r., na zaproszenie Toruńskiego Stowarzyszenia Harmonii Ciała i Umysłu AIKIDO. Od tego czasu staże z jego udziałem odbywały się co roku. Obecnie kluby spod szyldu "Ikeda Dojo" mieszczą się w Bydgoszczy, Elblągu, Inowrocławiu, Nowym Dworze Gdańskim, Starogardzie Gdańskim, Tczewie, Toruniu i w Trójmieście. System Masatomi Ikedy praktykują również sekcje związane z Polskim Towarzystwem Aikido.
Wiosną 2003 roku sensei Ikeda był zmuszony ze względów zdrowotnych wycofać się z czynnego nauczania i praktykowania sportu. Powrócił do Japonii. Stworzony przez niego styl aikido jest nadal nauczany przez jego uczniów (polskie kluby znajdują się pod opieką techniczną sensei Michele Quaranty, 6 dan oraz sensei Daniela Vettera 6 dan).